# 笑ってよムーンライト
「笑ってよムーンライト」（わらってよむーんらいと）は、1983年5月21日に発売された美空ひばりのシングル楽曲である。

## 解説
※このページでは、来生たかおは“来生”に省略
作詞は来生えつこ、作曲は来生たかおの姉弟コンビで、編曲とプロデュースは坂本龍一が担当した。
元々、来生はひばりに楽曲提供をしたいと考えており、その夢が実現した形となった。周囲の大ヒットするだろうという予測は外れたものの、来生自身は本曲を名曲であると自負している。レコーディングの際、ひばりは真っ赤なスーツ姿でスタジオに現れ、来生は編曲を担当した坂本と共に感激したという。レコーディング自体も難なく完遂し、来生はひばりにプロ意識を感じたという。また、姉弟で目黒のひばり邸を訪れ、その際、ジャズナンバーをもっと歌ってほしいと懇願したところ、ひばり自身もそれを希望しているものの、ファンや観客のニーズと合わないため、その願いがなかなか叶わないという思いを吐露したという。

## シングル収録曲
両楽曲とも、作詞：来生えつこ・作曲：来生たかお・編曲：坂本龍一
1. 笑ってよムーンライト
2. まなざしの彼方

## アルバム「水仙の詩／美空ひばり 〜美空ひばり ポップスを唄う〜」収録曲 (1984年9月1日発売)
1. 水仙の詩・哀しみにつよく
2. 水仙の詩・雪を抱いて
3. 水仙の詩・わたしは小鳥
4. 水仙の詩・逢いたかった あなたに
  - 上記の4曲は、作詞：中村メイコ、作曲：神津善行、編曲：神津善行・佐々永治
5. あなたでなければ
  - 作詞：来生えつこ、作曲：来生たかお、編曲：坂本龍一
6. 笑ってよムーンライト
7. まなざしの彼方
8. 昴（谷村新司のカバー）
9. 恋人よ（五輪真弓のカバー）
10. ラヴ・イズ・オーヴァー（欧陽菲菲のカバー）